# Erquy
Erquy (en bretó Erge-ar-Mor, gal·ló Erqi) és un municipi francès, situat a la regió de Bretanya, al departament de Costes del Nord. L'any 2006 tenia 3.742 habitants.

## Demografia
| 1962                                       | 1968 | 1975 | 1982 | 1990 | 1999 |
| ------------------------------------------ | ---- | ---- | ---- | ---- | ---- |
| 2974                                       | 2998 | 3347 | 3426 | 3568 | 3760 |
| Des de 1962: població sense dobles comptes |      |      |      |      |      |

## Administració
| Període   | Identitat           | Partit |
| --------- | ------------------- | ------ |
| 1971-1983 | Joseph Erhel        | PCF    |
| 1983-1989 | André Troel         | RPR    |
| 1989-1995 | George Catros       | PS     |
| 1995-2007 | Bernard Nonnet      | UMP    |
| 2007-     | Christiane Lemasson | UMP    |